# Bračna vas
Bračna vas je naselje u Općini Brežice u istočnoj Sloveniji. Bračna vas se nalazi u pokrajini Dolenjskoj i statističkoj regiji Donjoposavskoj. 

## Stanovništvo
Prema popisu stanovništva iz 2002. godine Bračna vas je imala 15 stanovnika.

### Etnički sastav
1991. godina:
- Slovenci: 35 (92,1%)
- nepoznato: 3 (7,9%)

## Vanjske poveznice
- Satelitska snimka naselja  Arhivirana inačica izvorne stranice od 29. srpnja 2017. (Wayback Machine)